# Asociación Colombiana de Productores de Fonogramas
Asociación Colombiana de Productores de Fonogramas (ASINCOL) é uma organização que rege as gravadoras da Colômbia.